# Кей-Хосров III
Кей-Хосров III (*бл. 1263 — 1284) — 15-й султан Рума в 1265—1284 роках. Повне ім'я Гіяс ад-Дін Кей-Хосров бен Килич-Арслан.

## Життєпис

### Початок правління
Походив з династії Сельджукидів. Син султана Килич-Арслана IV. Після вбивства (або страти батька) у 1265 році за рішення хана хулагу стає новим султаном Рума. Втім фактична влада зосередилася у перване Мюїн ад-Діна Сулеймана. Останній отримав необмежену владу в державі. Політика, яку проводив перване, була повністю підпорядкована інтересам Держави Хулагуїдів. При ньому монгольські нойони почали витісняти сельджукських субаші, а також власників ікта і займати їх місця. На відміну від колишніх власників їх роль зводилася лише до отримання доходів. На землях ікти тепер розташовувалися монгольські вояки. Такий стан справ завдавав удару військовій організації Румського султанату. Чисельність кавалерії сипагі істотно скоротилася.
Розміри данини та інших витрат, пов'язаних з перебуванням на території держави монгольських військ, постійно зростали. При цьому доходи султанату неухильно скорочувалися. Задля сплати данину великому кагану і задовольняти інші потреби монголів, постійно збільшувалися розміри податків, які стягувалися з населення. Водночас, побоюючись за свої життя, вищі сановники держави, насамперед, члени дивану були змушені різко обмежити свої особисті витрати. Зрештою, монголи вирішили ввести контроль над фінансовою системою Руму, для чого призначили до дивану власного представника з широкими повноваженнями. Для збільшення розмірів данини, монголи позбавили султана Кей-Хосрова III права отримувати податок orfı rüsümü (буквально «сирота»), який традиційно був джерелом доходів султана і його родини. Кей-Хосрова III було прирівняно до інших представників знаті. Він міг отримувати лише дохід з виділеного йому монголами ікти.
З кінця 1260-х років почали стихійно виникати осередки непокори і опору монгольській владі. Почастішали випадки нападу кочових тюркменів на залоги монгольських військ. Свої надії на звільнення країни від монголів населення стало пов'язувати не з своїм султаном, а з Бейбарсом, султаном Єгипту та Сирії.

### Повстання проти монголів
У 1276 році огузький клан Хатир почав підготовку збройного виступу проти монголів. Члени клану припускали, що в разі успішних дій вони зможуть залучити на свій бік султана Кей-Хосрова III, який встане на чолі визвольного руху. Того ж року відправлено посольство до вирушив до Бейбарса з проханням прийти в Анатолію і допомогти вигнати монголів. Водночас представник клану Шараф ад-Дін Хатироглу скористався тим, що перване і монгольські нойони прибували при дворі ільхана Абаки, розпочав активну пропагандистську і організаційну діяльність із залученню до лав прихильників збройного виступу проти монголів серед сельджукських беїв.
1276 року до Ельбістану прибув посол, який повідомив, що султан Бейбарс дав згоду на спільні дії проти монголів. було вирішено зібрати війська усіх беїв біля міста Ніде. Шерефедцін просив беїв прибути зі своїми військами в Нігде. В цей час в Ельбістан прибув мамлюкський авангард — 6 тисяч кінноти. після цього Мехмед, бей Караману, виступив проти монголів, звільнивши бейлік Ічель.
Того ж року з 30 тисячами вояків прибув до Кайсарі перване. Навесні 1277 року до діярбакиру підійшов султан Бейбарс. У квітні біля Ельбістону відбулася битва в якій монголи зазнали важкої поразки. Слідом за цим на бік бейбарса стали переходили намісники в Сівасі, Кайсарі, Синопу, Ерзіджані, вищі військовиків й навіть син перване. В Кайсарі Бейбарса було оголошено султаном Рума. Втім невдовзі той повернувся до Сирії, де раптово помер. Кей-Хосров III за цих обставин втік до Токати, де перебував також перване. Натомість Мехмед Караман-бей захопив Конью.
Після відступу Бейбарса до Румського султанату особисто прибув ільхан Абака, який наказав стратити перване та низку сановників султанату. Новим візиром Кей-Хосрова III призначено Фахр ад-Діна Алі, а посаду перване отримав монгольський нойон Кангіртай.

### Заколот Караман-бея
У травні 1277 року Мехмед Караман-бей оголосив Джимрі, який видавав себе за Сіявуша, сина поваленого султана Кей-Кавуса II справжнім його нащадком. Невдовзі після відходу Бейбарса Псевдо-Сіявуша оголошено султаном Рума. Було сформовано диван, посаду візира в якому зайняв Мехмед Караман-бей.
Кей-Хосров III та його візир звернулися до ільхана Абаки по допомогу. Втім, не чекаючи монгольських військ, виступили проти самозванця, але в битві при Акшехірі у червні 1277 року зазнали поразки. Після цієї перемоги територія, яку контролював Караман-бей, простягалася від Анкари до узбережжя Середземного моря.
У вересні 1277 року разом з монголами Кей-Хосров III рушив проти військ заколотників, яким було завдано нищівної поразки. Псевдо-Сиявуша захоплено в полон і страчено. Володіння Караман-бея було конфісковано. Втім це повстання та запекла боротьба сприяли подальшому занепаду Румського султанату.

### Останні роки
У 1281 році з Криму прибув двоюрідний брат султана — Масуд (син Кей-Кавуса II), що підняв повстання проти Кей-Хосрова III. Втім за втручання Абаки бойові дії припинилися. Масуду було надано в керування колишні володіння Караман-бея. У 1282 році після смерті Абаки становище в Державі Ільханів стало непевним.
У 1283 році султан Кей-Хосров III підтримав повстання Кангіртая проти нового ільхана Текудера. Втім вони зазнали поразки. Султана схоплено та відправлено до Ерзінджану. Тут його у 1284 році вбито. Новим султаном став Масуд II.